# 科瓦奇·伊万
科瓦奇·伊万（匈牙利語：Kovács Iván，1970年2月8日—），匈牙利男子击剑运动员。他曾代表匈牙利参加1992年、1996年、2000年、2004年和2008年夏季奥林匹克运动会击剑比赛，共获得二枚银牌。